# Kamendaka laratica
Kamendaka laratica är en insektsart som först beskrevs av Frederick Arthur Godfrey Muir 1913.  Kamendaka laratica ingår i släktet Kamendaka och familjen Derbidae. Inga underarter finns listade i Catalogue of Life.